# Relaciones Estados Unidos-Yibuti
Las relaciones Estados Unidos-Yibuti son las relaciones diplomáticas entre Estados Unidos y Yibuti.

## Historia
En abril de 1977, los Estados Unidos establecieron un consulado general en Yibuti y, después de la independencia en junio de 1977, elevaron el estado de su misión a una embajada. El primer embajador de los Estados Unidos en la República de Yibuti llegó en octubre de 1980. Durante la última década, Estados Unidos ha sido el principal proveedor de asistencia humanitaria para el alivio de la hambruna y ha patrocinado programas de asistencia médica, educación, buen gobierno y asistencia de seguridad.
Yibuti ha permitido a los militares estadounidenses, así como a los militares de otras naciones, acceder a sus instalaciones puerto y aeropuerto. El gobierno de Yibuti ha apoyado mucho a los intereses estadounidenses y occidentales, especialmente durante la  Crisis del Golfo de 1990-91 y después de los ataques terroristas del 11 de septiembre de 2001. En 2002, Yibuti acordó albergar una presencia militar de los Estados Unidos en Camp Lemonnier, una antigua Legión extranjera francesa fuera de la capital que ahora alberga a aproximadamente cuatro mil personas. Los miembros del servicio de los Estados Unidos brindan apoyo humanitario y desarrollo, así como seguridad y contraterrorismo a personas y gobiernos del Cuerno de África y Yemen. Como víctima de ataques terroristas internacionales pasados, el presidente Guelleh continúa tomando una posición muy proactiva contra el terrorismo. "El hecho de que demos la bienvenida a las fuerzas estadounidenses en nuestro país también demuestra nuestro apoyo a la paz internacional y también a la paz en nuestra región", dijo Guelleh. "Lo hacemos todo por la paz en el mundo y por la paz en África".
En 2014, los EE. UU. Llegaron a un acuerdo a largo plazo con el gobierno de Yibuti para continuar utilizando Camp Lemonnier. El ejército de los EE. UU. También utiliza pistas de aterrizaje en partes más remotas del país para las operaciones de avión no tripulado. Fuera del acuerdo de base, el presidente Barack Obama también se comprometió a aumentar la ayuda financiera a Yibuti, incluida la ayuda para ampliar la capacitación en habilidades y la ayuda extranjera.

## Embajada
Los principales funcionarios de los Estados Unidos incluyen:
- Embajador -Larry André Jr.